# 囊果紫檀
囊果紫檀（学名：Pterocarpus marsupium），又称囊状紫檀、马拉巴尔紫檀（Malabar kino），是紫檀属的一种落叶乔木，高度可达31米（102英尺）。它原产于印度西高止山脉、尼泊尔和斯里兰卡等地。它可以用做嫁接小叶紫檀的砧木，成活率高达96.67%。

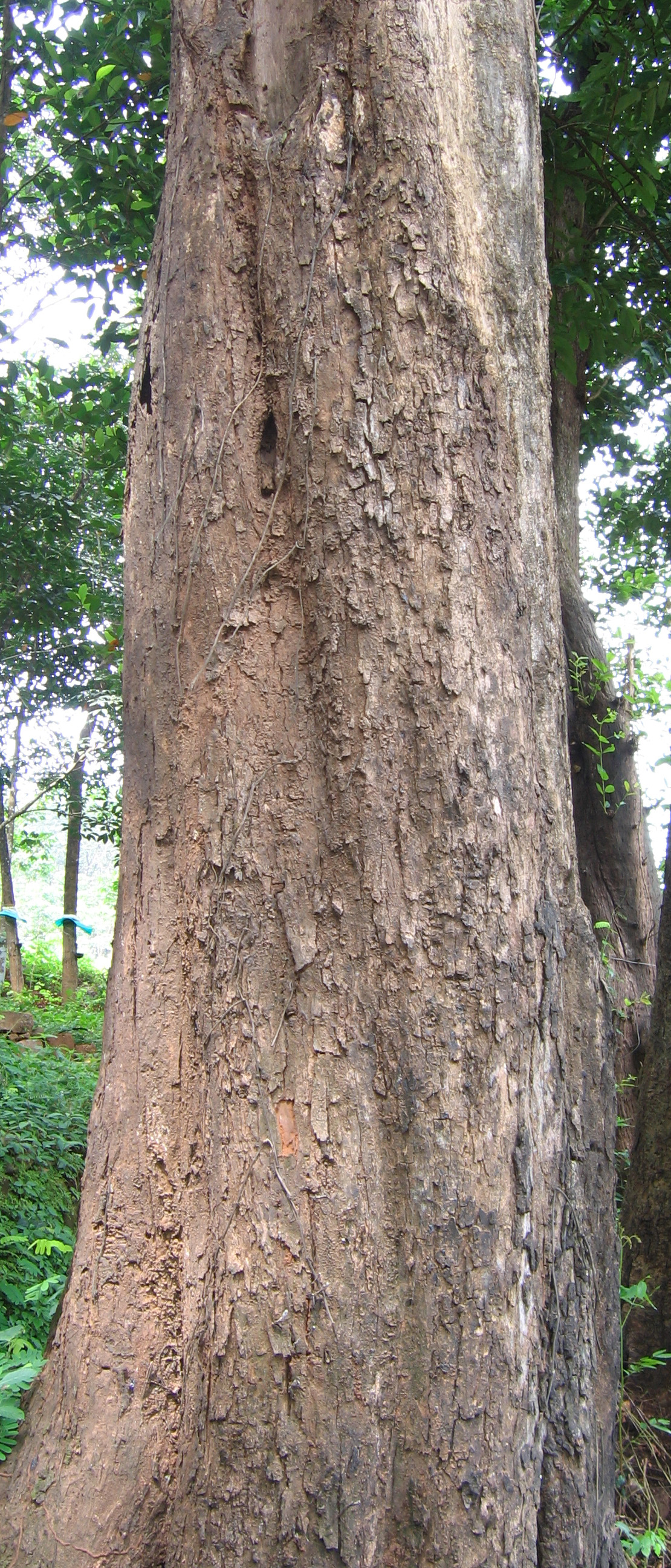
树皮
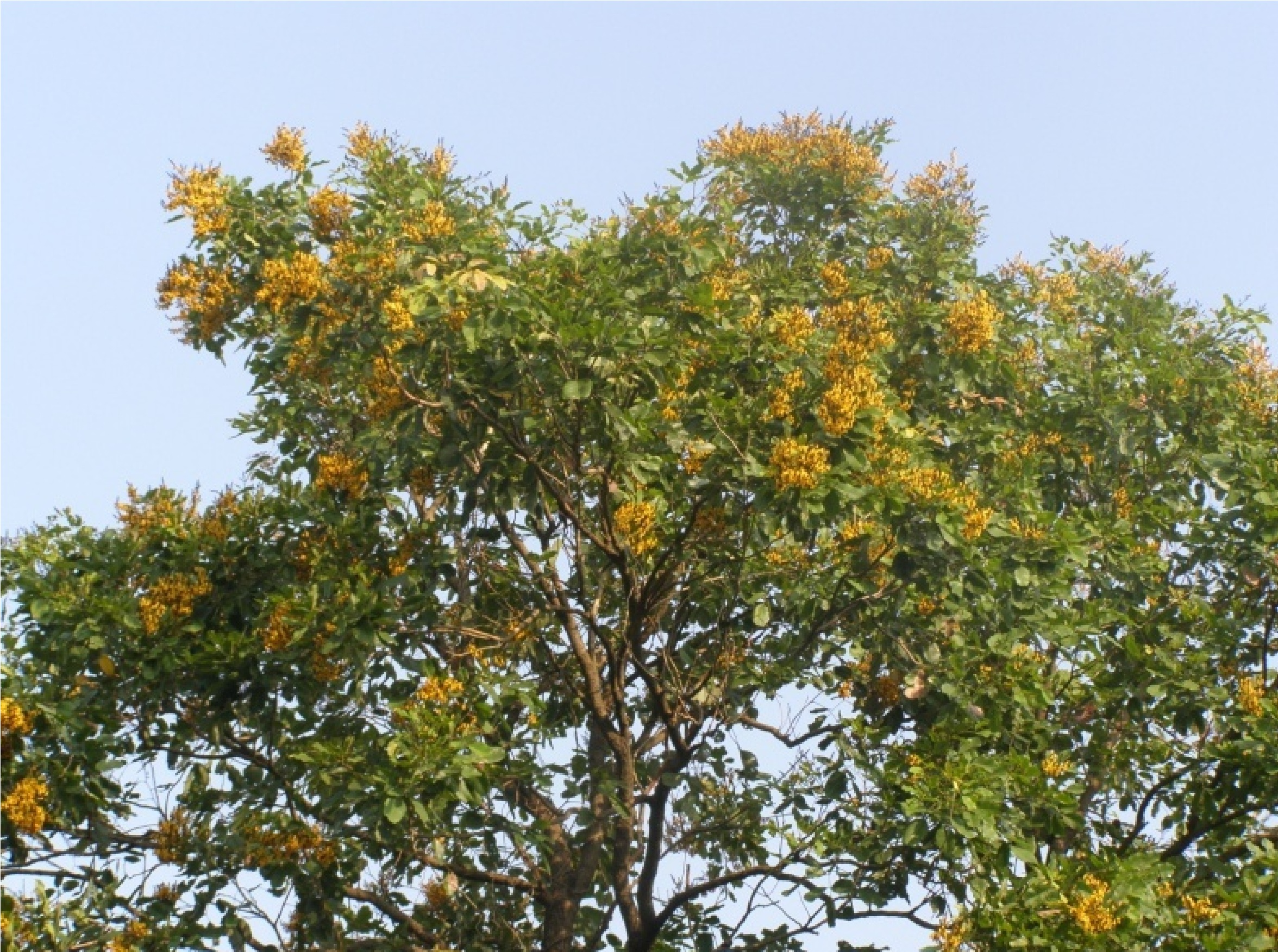
树干
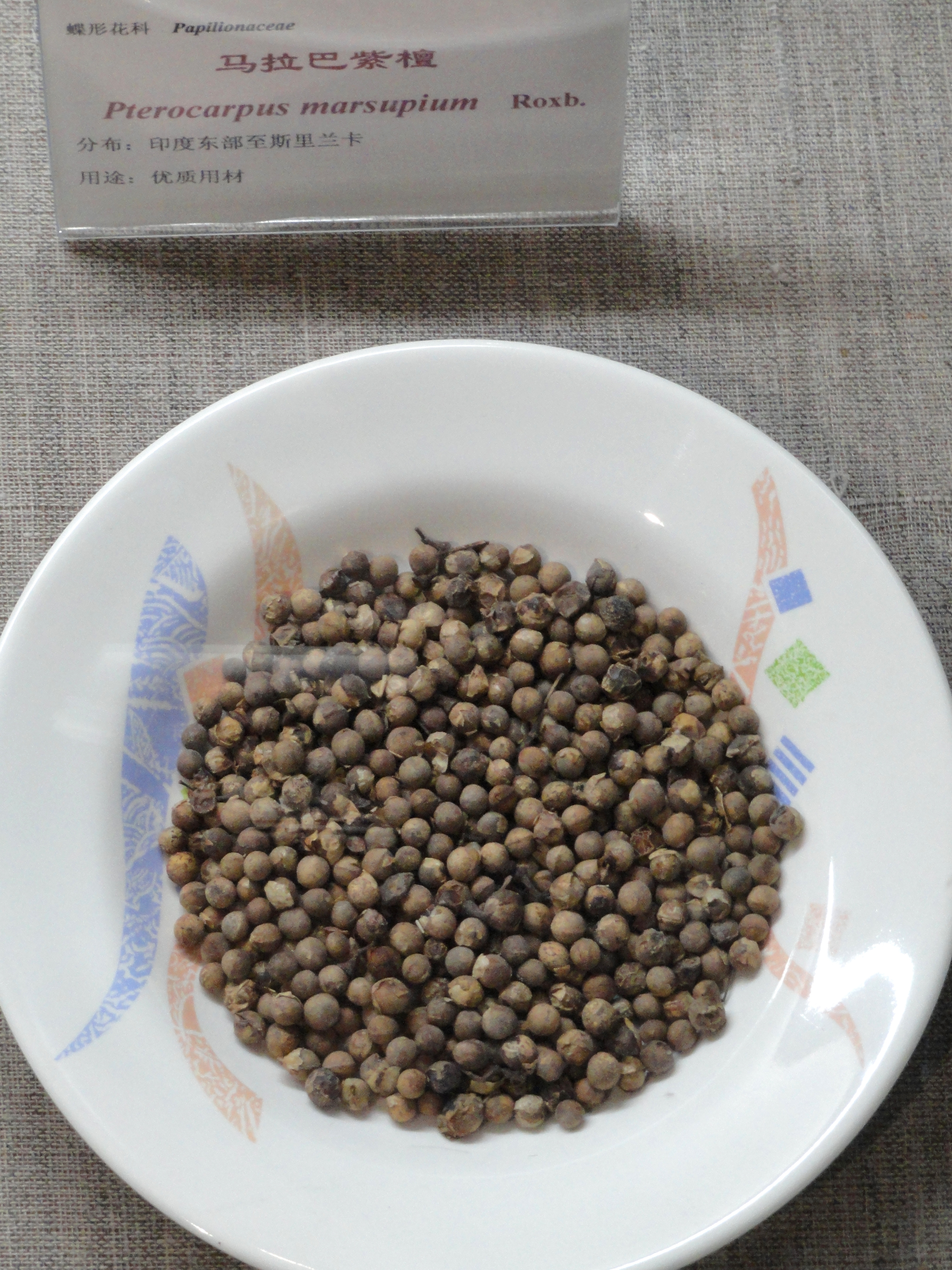
种子